# Oleh Krykoun
Oleh Olehovytch Krykoun (en ukrainien : Олег Олегович Крикун) est un joueur ukrainien de volley-ball né le 20 avril 1991. Il mesure 2,03 m et joue central. Il est international ukrainien.

## Clubs
| Club           | De        | À         |
| -------------- | --------- | --------- |
| Krymsoda       | 2008-2009 | 2010-2011 |
| DY Kaliningrad | 2011-2012 | 2011-2012 |
| VK Tioumen     | 2012-2013 | ...       |

## Palmarès
Néant.